# Bedford QL
Als Bedford QL wird eine Serie von militärischen Lastkraftwagen des britischen Herstellers Vauxhall Motors, der zum amerikanischen General Motors Konzern gehörte, bezeichnet, die im Zweiten Weltkrieg für die britischen Streitkräfte in großem Umfang gefertigt wurde.

## Geschichte
Die Marke Bedford war von General Motors als führender Hersteller von zivilen Lastkraftwagen für den britischen und auch für den Export-Markt vorgesehen und wurde 1931 eingeführt. Im Jahr 1935 begann die aktive Zusammenarbeit von Bedford mit dem britischen War Office. Hieraus entstand als erstes Fahrzeug der 15 cwt-Lastkraftwagen Bedford MW.
Im Verlauf des Jahres 1939 wurden die Lastkraftwagen der K-, M- und O-Serie den Bedürfnissen der Streitkräfte angepasst.
Im Oktober 1939 begann die Entwicklung eines Frontlenkers mit Vierrad-Antrieb in der 3-Tonner-Klasse. Ein Prototyp des Fahrzeugs wurde im Februar 1940 präsentiert. Dieses Fahrzeug führte die Typenkennung QL. Ab März 1941 wurden die Bedford QL an die britischen und Commonwealth Streitkräfte in verschiedenen Ausführungen ausgeliefert und waren mit den unterschiedlichsten Aufbauten versehen. Bei der Truppe erhielten die Bedford QL stellenweise den Spitznamen „Queen Lizzie“.
Fahrzeuge der Bedford QL-Serie wurde von 1941 bis 1945 gebaut.

## Produktion

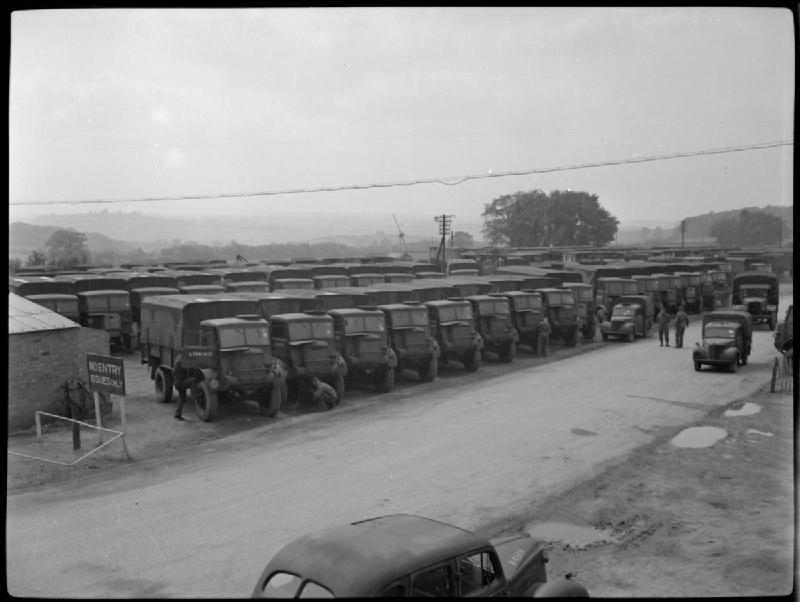
Bedford QL in einem britischen Depot vor der alliierten Invasion in Nordeuropa 1944

Ungefähr 52.250 Fahrzeuge dieses Typs wurden insgesamt hergestellt. Der QLD war die am häufigsten gebaute Version der Serie.

## Ausführungen
Für den Prototypen wurde die Typenkennung QL1 verwendet. Die in Serie gefertigten Fahrzeuge erhielten in der Typenkennung einen weiteren Buchstaben, der die jeweilige Funktion beschrieb.
- QLB – Bofors Gun Tractor – Zugfahrzeuge für das 40-mm-Bofors-Geschütz; es wurden ca. 5.000 Stück gebaut
- QLC – Ausführung als Fire Engine (Feuerwehr), Signal Truck (Funkwagen) oder Petrol Tanker (Tankwagen)
- QLD – General Standard – Ausführung (GS) – Machinery (Werkstatt), Kitchen (Küchenwagen) oder Battery Storage (Batterie-Wartungswagen)
- QLR – Signal/Radio Truck (Funkwagen)
- QLT – Troup Carrier (Truppentransporter)
- QLW – Air Portable Tipper (Lufttransport geeigneter Bausatz)

Sonderfahrzeuge
- Lorry, 3 ton, GS Bedford Halftrack (Halbkettenfahrzeug), auch als „Bedford-Bren“ zu finden
- Lorry, 3 ton, 4x4, Bedford, Experimental (Hochfahrwerk), auch als „Bedford-Giraffe“ zu finden